# 아스팔트 위의 동키호테
"아스팔트 위의 동키호테"는 1988년에 개봉한 대한민국의 영화이다.

## 줄거리
호태(박중훈)는 동기(최재성)의 미래차 개발 계획에 적극 동참하나 연구비 조달 문제로 고민한다. 이들의 대담한 기백을 인정한 경영주의 도움을 받아 제하의 소개로 알게 된 황노인의 경험을 토대로 미래차가 만들어질 즈음 국내 유수 자동차회사의 포섭작전이 시작된다.우여곡절 끝에 완성된 미래차가 사회 안녕을 해할 가능성이 있다고 판단한 이들은, 공개당일 미래차를 폭발시켜 버린다.자금을 조달해준 경영주의 압박과 주위로부터의 오해 속에 궁지에 몰리던 즈음, 제하의 투신자살소동이 벌어진다. 사람들의 아우성 속에, 화장품 선전을 위한 이들의 기발한 아이디어였음이 밝혀진다.

## 캐스팅
- 최재성 : 동기 역
- 박중훈 : 호태 역
- 진유영 : 제하 역
- 최수지 : 수지 역
- 나영희 : 미스 오 역
- 장순천
- 유장현 : 신사 역
- 김순철 : 회장 역
- 강남길 : 아들 역
- 박재호 : 민호 역
- 김기승 : 복태 역
- 김정철
- 김민종
- 김경락
- 최성관 : 회장 역
- 박부양
- 장춘원
- 오희찬
- 신찬일
- 나갑성
- 박동룡
- 마도식
- 홍춘길
- 임예림
- 문미봉
- 조학자
- 박예숙
- 유경애
- 이두일
- 임영택
- 이현우
- 김승준
- 곽건
- 윤일주

## 사건사고
촬영 기간 중인 1987년 12월에 이 작품으로 데뷔한 김민종이 촬영장에서 사고를 쳤다. 시기가 시기인 만큼 상당히 추웠는데 박중훈이 후배를 아끼는 마음에서 자신의 자가용에 시동을 켜서 히터를 틀어놓은 다음 김민종을 그 안에서 따뜻하게 대기하도록 배려했는데 김민종이 그 차를 제멋대로 운전해서 접촉사고를 크게 냈다. 박중훈은 머리 끝까지 화가 났으며 박중훈 본인의 자가용은 둘째치고 그 자가용으로 사고를 낸 차량의 수리 비용만 당시 기준으로 50만원이 나왔다.
이후 후속작인 《내 사랑 동키호테》에 김민종이 다시 캐스팅 되자 박중훈은 매우 어이없어 했다.